# Mother and Child
Mother and Child è un film del 2009 scritto e diretto da Rodrigo García.

## Trama
Karen è una donna di circa cinquanta anni. Quando aveva quattordici anni è rimasta incinta e lo stesso giorno ha dato in adozione la bambina. Passano trentasette anni e Karen è una fisioterapista single che si occupa di sua madre. Non c'è giorno che lei non pensi a sua figlia, infatti le scrive delle lettere che non le spedirà mai. Elizabeth, figlia di Karen, non sa chi siano i suoi genitori biologici. Fa l'avvocato e lavora in un importante studio legale; ha una relazione con il suo capo Paul, un uomo molto più grande di lei.
Lucy è una donna che non può avere figli, sposata con Joseph; decidono di adottare un bambino da Ray, una ragazza madre. Karen si innamora e sposa un collega, Paco, che la incoraggia a cercare sua figlia. Si rivolge al convento dove Elizabeth era stata adottata ma a causa della legge sulla riservatezza non ne può conoscere i dati. Con la speranza di poterla riabbracciare decide quindi di scriverle una lettera. Intanto, nonostante la legatura delle tube, Elizabeth rimane incinta. Lascia lo studio e si trasferisce a Los Angeles dove lentamente svanisce la rabbia che provava nei confronti della madre e inizia a cercarla scrivendo una lettera al convento.
Lucy discute con Joseph perché lui non vuole più adottare il bambino, ma purtroppo anche Ray ha cambiato idea e vuole tenere il bambino. Lucy è delusa, si sentiva pronta a diventare madre ma anche questa volta qualcosa è andato storto.
Elizabeth dà alla luce la sua bambina ma nell'operazione perde troppo sangue e muore vedendo per la prima e unica volta la sua splendida bambina. Il convento contatta Lucy per dirle se è ancora disposta ad adottare un bimbo e lei acconsente.
Dopo un anno il convento trova una lettera smarrita e riesce a collocarla nel fascicolo di Karen, ma purtroppo le devono comunicare che Elizabeth è morta dando alla luce sua nipote Ella. Karen incontra Ella e tra loro due nasce subito l'amore.